# 다이아나 깁슨

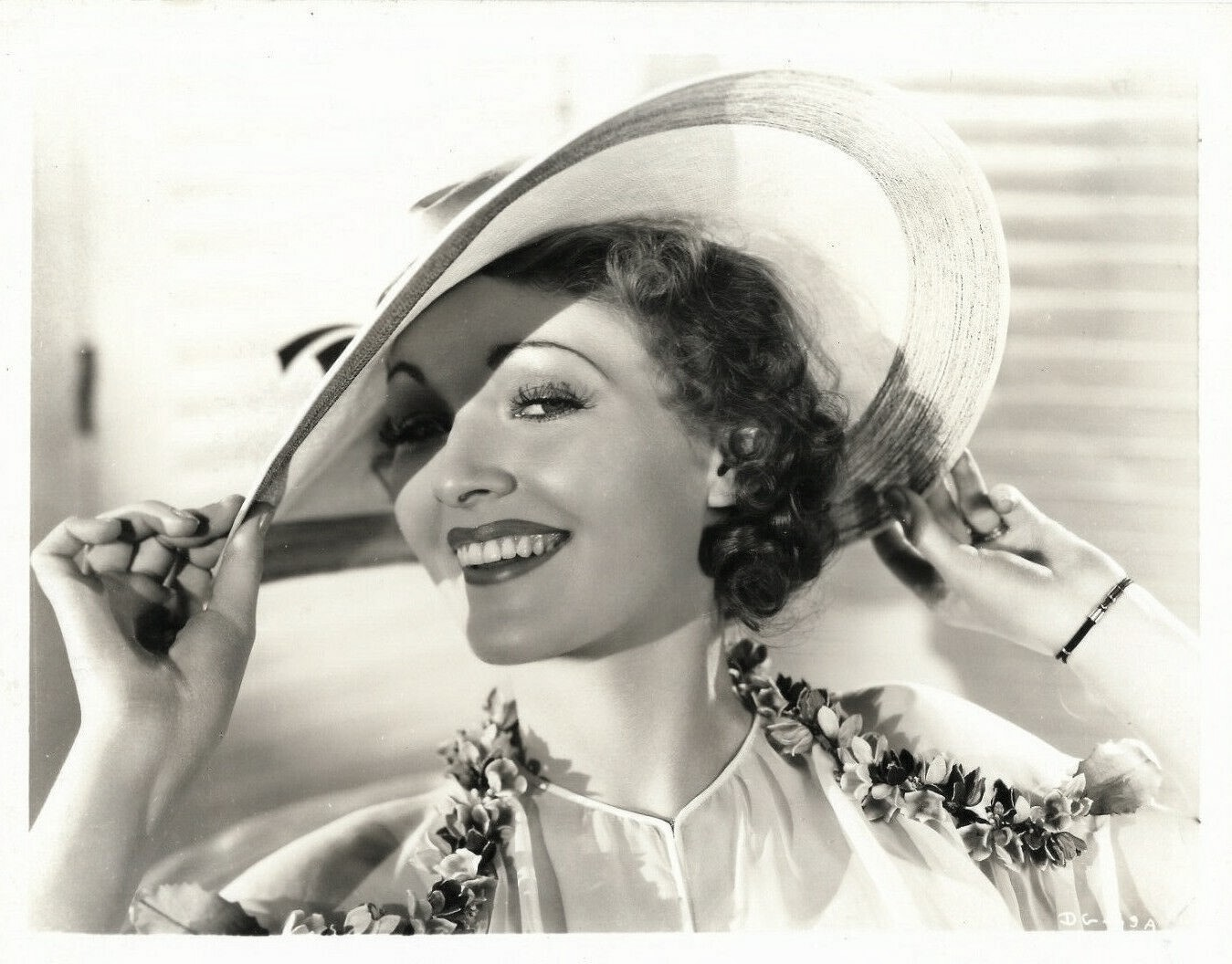

다이아나 깁슨(Diana Gibson, 1915년 3월 21일 ~ 1991년 10월 12일)은 미국의 배우, 영화배우이다.
시카고에서 태어났으며 코럴게이블즈에서 사망하였다.

## 영화
- 에이스 드러몬드 (1936년)